# Бродолом младог Томаса
„Бродолом младог Томаса“ је југословенски филм из 1965. године. Режирао га је Јован Коњовић, а сценарио је писала Јованка Јоргачевић.

## Улоге
| Глумац             | Улога |
| ------------------ | ----- |
| Томанија Ђуричко   |       |
| Душан Голумбовски  |       |
| Петар Краљ         |       |
| Милка Лукић        |       |
| Стеван Миња        |       |
| Михајло Викторовић |       |